# Džamija
Džamija je islamska bogomolja, mjesto klanjanja, zajedničke molitve muslimana. To, međutim, ne uključuje svetišta, objekte raznih sekti ili drugih duhovnih građevina.
U džamiji nema slika svetaca ili proroka, niti religiozne glazbe. Umjesto slikovnih prikazivanja religioznih podloga Biblije i priča o svecima, u džamijama se pojavljuje arapska kaligrafija, a umjesto kršćanske crkvene glazbe predavanje iz Kurana, uvijek na arapskom jeziku. U vrijeme ramazana se recitira cijeli kuran. Uz džamiju se često nalazi i medresa, što je arapska riječ za školu, koja je prije svega islamska, religiozno obilježena obrazovna ustanova i obično čini s džamijom jedinstveni građevinski kompleks. Veličanstveni primjerci ove vrste arhitekture nalaze se, primjerice, u Samarkandu.

## Povijest
Širenjem islama svaki grad dobiva džamiju, uskoro i više njih, a i sela. U Istočnom Rimskom Carstvu su nakon osvajanja od strane Turaka u pravilu kršćanske crkve rušene, ili u pregrađivane u džamije (na pr. crkva svete Sofije u Konstantinopolisu/Istanbulu/Carigradu; crkva sv. Ivana u Damasku; crkva Samuelova groba kod Jeruzalema).

## Uređenje džamije
U džamiji se često nalazi molitvena niša (mihrab) - ali često je dovoljna i crta, strelica ili pločica s riječi qibla - kako bi se odredio pravac prema ćabi u Meki, najvećem svetištu islama. Sastavni dio džamije su prostorije s tekućom vodom ili bunar za obavljanje ritualnog pranja prije molitve. U predprostorima ili na ulazu u džamiju ostavlja se obuća, ali ih se smije i unijeti u džamiju, samo što potplati moraju biti okrenuti jedan prema drugom. U džamiju se ulazi desnom, a izlazi lijevom nogom, a pod je pokriven tepisima. 
Glavna džamija osim toga ima propovjedaonicu (minbar) za propovjed petkom. To je uzdignuta platforma, dikkah, s koje se ponavlja poziv na molitvu neposredno prije njenog početka, a kad se ne odvija ritualna molitva, s nje se recitira kuran. Molitvena niša je mjesto s kojeg imam (voditelj molitve) vodi molitvu, okrenut prema Meki. Imam može biti svaki punoljetni musliman koji ima propisana znanja i vlada molitvenim formama. On izlazi pred vjernike koji su svrstani u pravilne redove. Muškarci i žene moraju biti odvojeni za vrijeme molitve, makar i običnim štapom. Zbog toga se žene često mole na katu (mahfilu) a muškarci u prizemlju.
Često je jedini ukras džamije kaligrafski ispisani stihovi iz kurana i ornamenti. Prikazivanje Boga, ljudi i životinja su zabranjeni, ali ima prikaza pokrajina.
Džamija nije samo prostor za molitvu, nego i općenito okupljalište muslimana. Koristi ju se za javna okupljanja kod sudbenih postupaka kao i za okupljanje radi javnih objava. Razne grupe mogu u njoj održavati svoje skupove, a djeca se okupljaju u njoj da bi pisala domaće zadaće. Često se u nju sklanjaju putnici radi vode, zajedništva s istomišljenicima i mjesta za spavanje.
U različita vremena i različitim zemljama su prevladavali različiti tipovi zgrada. Najstariji oblik je džamija-dvorište okruženo arkadama (u Kairouanu, i u Kairu). Slično su stare i džamije sa "šumom stupova" u svojoj unutrašnjosti koje bi trebale podsjećati na palme pradžamije (u Kordobi La Mezquita , al-Hakim , Koutoubia). U vrijeme Osmanlija je bila omiljena gradnja džamija s centralnim objektom nadsvođenim s više kupola po uzoru na tada već džamiju Aja Sofija u Istanbulu, i dva ili četiri minareta. Objekti džamija s velikim unutrašnjim dvorištem su tipični za Iran i Indiju, a fantastične građevine od blata su česte u području Sahela, dok se džamije u obliku pagoda grade u Indoneziji.

## Ostalo
- Islamska umjetnost i arhitektura

## Vanjske poveznice
- Islamska zajednica u Hrvatskoj, Islamski centar Zagreb
- Islamska zajednica u Bosni i Hercegovini
- Slike svih džamija iz BiH  Arhivirana inačica izvorne stranice od 17. travnja 2021. (Wayback Machine)